# Fédération Béninoise de Football
Die Fédération Béninoise de Football ist der nationale Fußballverband von Benin. 
Der Fußballverband Benins wurde 1962 gegründet. Im selben Jahr trat man der FIFA bei. Seit 1969 ist der Verband Mitglied der CAF.
Der Verband organisiert seit 1969 die nationale Benin Premier League und den nationalen Pokal. Des Weiteren organisiert der Verband die Spiele der beninischen A-Nationalmannschaft und den Fußball-Jugendnationalmannschaften. 
Am 10. Mai 2016 wurde der Verband von der FIFA gemäß Art. 38 der FIFA-Statuten mit sofortiger Wirkung suspendiert, da aufgrund der Verfügung eines lokalen Gerichts, die Durchführung einer anstehenden Wahl verunmöglicht wurde.